# توماس بوسل
توماس بوسل (انگلیسی: Thomas Bosmel؛ زادهٔ ۱۸ آوریل ۱۹۸۸) بازیکن فوتبال اهل فرانسه است.
از باشگاه‌هایی که در آن بازی کرده‌است می‌توان به باشگاه فوتبال کان اشاره کرد.